# Bicryptella yanegai
Bicryptella yanegai är en stekelart som beskrevs av Dmitriy R. Kasparyan 2006. Bicryptella yanegai ingår i släktet Bicryptella och familjen brokparasitsteklar. Inga underarter finns listade.